# Ciutadania canadenca

Un resident permanent al Canadà és una persona que resideix a Canadà de forma legal, però que no és ciutadà de ple dret, sinó que se li ha concedit permís per viure i treballar a Canadà sense cap límit de temps per a la seva estada. Un resident permanent ha de viure al Canadà per dos anys de cada cinc o arriscar-se a perdre aquesta condició.
Un resident permanent té molts dels mateixos drets i responsabilitats que un ciutadà canadenc, entre d'altres, el dret al treball de qualsevol empresa, així com per al govern federal o provincial (amb restricció dels drets d'accés a determinades professions regulades).
Les diferències principals són:
- Poder votar.
- Poder ser escollit per un càrrec públic.
- Poder obtenir un passaport canadenc.
- Poder ingressar a l'exèrcit.

Els residents permanents també tenen risc de deportació per delictes greus comesos durant la seva estada al Canadà. Els residents permanents poden sol·licitar la ciutadania canadenca després de tres anys a Canadà, tanmateix, això no és obligatori.